# Via dei Pianellari
Via dei Pianellari är en gata i Rione Ponte i Rom. Gatan löper från Via di Sant'Antonio dei Portoghesi till Via di Sant'Apollinare. Gatan är uppkallad efter de toffelmakare (italienska: pianellari, av pianella, "toffel") vilka i området hade sina bodar.

## Omgivningar
Kyrkobyggnader
- Santa Maria della Concezione
- Sant'Agostino
- Sant'Apollinare
- Sant'Antonio dei Portoghesi

Gator och gränder
- Via dei Gigli d'Oro
- Via della Scrofa
- Torre della Scimmia

### Webbkällor
- ”Via dei Pianellari, Roma”. info.roma.it. Arkiverad från originalet den 26 april 2023. https://archive.md/Vbr6g. Läst 26 april 2023.